# Catherine d'Autriche (1420-1493)
Pour les articles homonymes, voir Catherine d'Autriche.
Catherine d'Autriche (1424 à Wiener Neustadt - 11 septembre 1493 au château de Hohenbaden à Baden-Baden) est un membre de la Maison de Habsbourg et par son mariage une margravine de Bade. 

## Biographie
Catherine est la fille du duc Ernest d'Autriche intérieure (1377-1424) et de Cymburge de Mazovie (1394-1429), fille du duc Siemovit IV de Mazovie. Son frère aîné, Frédéric III, est couronné empereur du Saint-Empire en 1452. Elle a grandi à Wiener Neustadt, avec ses frères Frédéric III et Albert VI et sa sœur Marguerite. 
Elle épouse le margrave Charles Ier de Bade (1424-1475) à Pforzheim le 15 juillet 1447. Elle apportait une dot de 30000ducats. Elle rappela son haut rang en plaçant les armes d'Autriche aux côtés de celles de Bade sur ses armoiries personnelles. Après leur mariage, Charles fut nommé gouverneur de l'Autriche antérieure par l'archiduc Sigismond d'Autriche.
Catherine a survécu dix-huit ans à son mari, avec qui elle avait été heureusement mariée pendant vingt-huit ans. Son fils lui laissa le château de Hohenbaden comme résidence et construisit le nouveau château de Baden-Baden pour lui-même. 
Catherine meurt en 1493 et est enterrée à Baden-Baden. 

## Descendance
De son mariage avec Charles Ier, Catherine eut six enfants : 
- Catherine (15 janvier 1449 - avant le 8 mai 1484), mariée le 19 mai 1464 au comte George III de Werdenberg-Sargans ;
- Cymburge (15 mai 1450 - 5 juillet 1501), mariée le 19 décembre 1468 au comte Engelbert II de Nassau ;
- Marguerite (1452-1495), abbesse de Lichtenthal ;
- Christophe Ier de Bade (13 novembre 1453 - 19 avril 1527) ;
- Albert de Bade (1456-1488) ;
- Frédéric (9 juillet 1458 – 24 septembre 1517), évêque d'Utrecht.